# Dizionario dei dialetti della Calabria meridionale

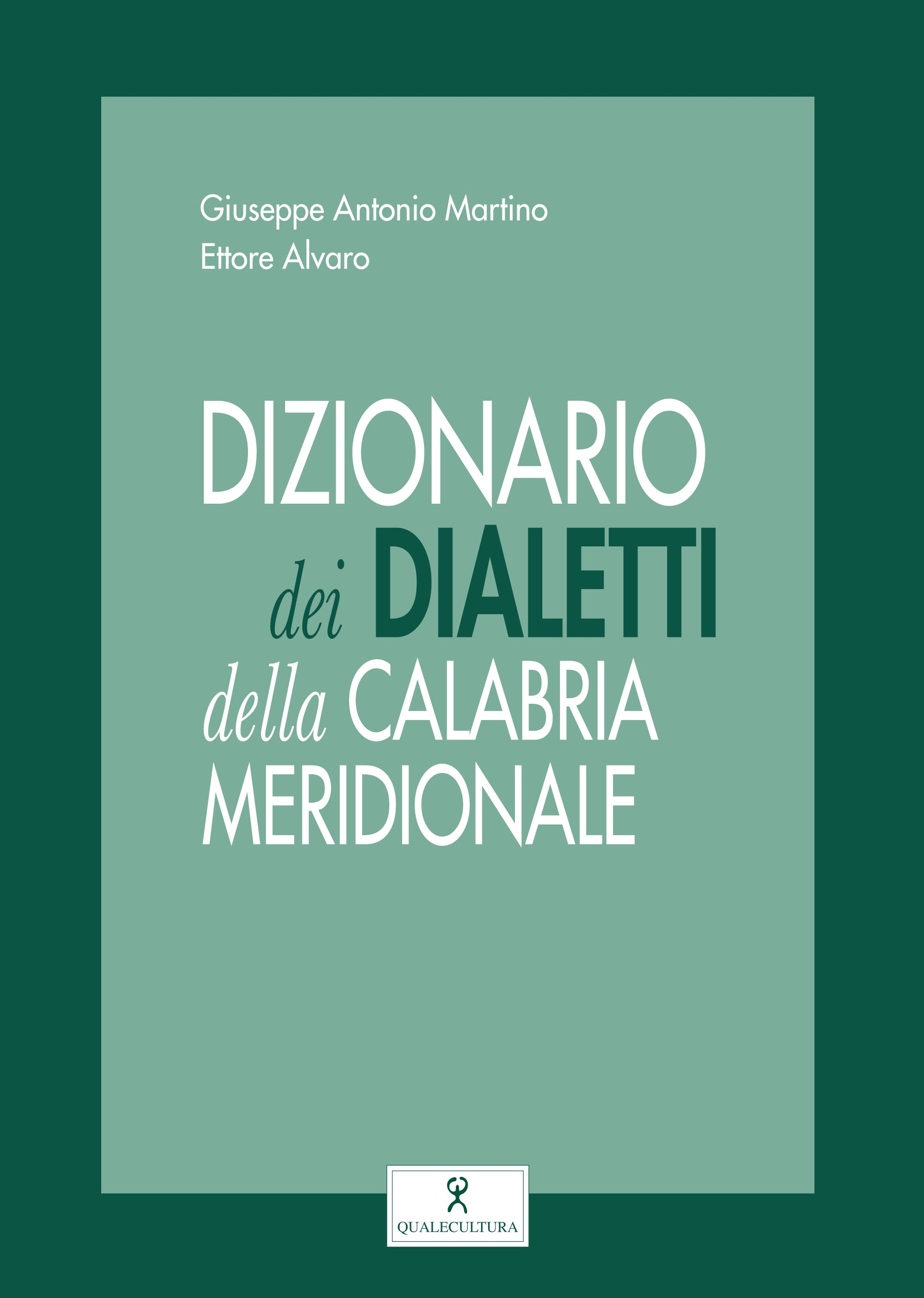
Dizionario dei dialetti della Calabria meridionale

Dizionario dei dialetti della Calabria meridionale di Giuseppe Antonio Martino e Ettore Alvaro è un dizionario dialettale, pubblicato dalla Casa editrice Qualecultura di Vibo Valentia nel 2010, che consta di 1287 pagine.

## Descrizione
Nato da un progetto del poeta vernacolare Ettore Alvaro che aveva raccolto centinaia di vocaboli, senza alcun rigore scientifico, attingendo a vocabolari locali della provincia di Reggio Calabria, è stato portato a termine, su incarico dell'Editore, da Giuseppe Antonio Martino che ha condotto una puntigliosa ricerca linguistica, durata circa un ventennio, su tutto il territorio della parte più estrema della penisola (Calabria ultra o Greca), prendendo le mosse  dall'Atlante Linguistico Italo-Svizzero (le cui ricerche relative alla Calabria furono condotte dal patriarca della dialettologia calabrese, Gerhard Rohlfs, fin dagli anni venti del secolo scorso) e consultando gli studi di dialettologia più recenti come l'Atlante Linguistico Italiano di cui sono stati pubblicati soltanto i primi quattro volumi, tra il 1995 e il 1999.
Il Dizionario dei dialetti della Calabria meridionale è considerato il più aggiornato tra i lavori che raccolgono i lessemi di quell'area dialettale, a sud della strozzatura Lamezia-Squillace, caratterizzata da fasci di isoglosse che la collegano ai dialetti di tipo “siciliano” e si avvale di un ampio saggio sui dialetti della Calabria meridionale del Prof. Paolo Martino, ordinario di glottologia e linguistica generale all'Università LUMSA di Roma.

## Altri dizionari dialettali
- Dizionario toponomastico ed onomastico della Calabria
- Dizionario dialettale della Calabria
- Vocabolario del dialetto calabrese: opera in 3 volumi (Luigi Accattatis - 1963)
- Vocabolario dialettale calabro-reggino-italiano (Giovanni Malara - 1909)
- Dizionario etimologico del dialetto calabrese (Giovanni Battista Marzano - 1928)